# Катера и яхты
«Катера́ и Яхты» — бывший советский и российский морской журнал как для любителей-энтузиастов, так и профессионалов малого судостроения, а также спортсменов.

## История
Первый номер журнала вышел 4 апреля 1963 года. Второй — через год.
1964—1965 годы выходило по 2 выпуска в год. С 1966 года преобразован в ежеквартальный научно-популярный сборник, когда заведующим редакцией стал Д. А. Курбатов, а Ю. А. Гагарин оказал сильное влияние на становление журнала, будучи членом редколлегии сборника.
В 1967 году были учреждены соревнования на приз от издания, которые с 1968 были причислены всесоюзным и, таким образом, стали периодическими.
С 1969 года — научно-популярный сборник, выходящий с периодичностью 2 месяца.
К 1982 году вышел 100-й номер, а тираж достиг 250 000 экземпляров, после чего сборник был преобразован в журнал, подчинённый Госкомспорту СССР.
При развале СССР временно прекратил своё существование, но в 1995 году был реанимирован тем же редакционным составом в виде научно-популярного и информационно-рекламного иллюстрированного журнала с тем же названием.
В 2016 году вышел последний (263-й, сентябрь-октябрь 2016) выпуск, выходивший с периодичностью 6 раз в год.
За последующие 2 года вышло лишь 2 номера журнала, несмотря на то, что заявленная периодичность была 3 раза в год.
Впоследствии сайт журнала выполнял роль площадки для торговли морскими судами, а 11 июня 2021 журнал был ликвидирован, как юрлицо.